# Supersonic girl
supersonic girl是日本女聲優歌手水樹奈奈第1張音樂專輯。於2001年12月5日由King Records發售。

## 收錄曲
1. Love's Wonderland  
  - 作詞：村野直球；作曲：住吉中；編曲：牧野信博
2. The place of happiness
  - 作詞：村野直球；作曲：住吉中；編曲：牧野信博
3. supersonic girl 
  - 作詞：村野直球；作曲：住吉中；編曲：牧野信博
4. Heaven Knows-Brave Edit-
  - 作詞：村野直球；作曲：住吉中；編曲：牧野信博
5. 想い-pedigreed mix-
  - 作詞：村野直球；作曲：住吉中；編曲：牧野信博
6. Look Away-All Together Version-
  - 作詞：村野直球；作曲：JUNKO；編曲：牧野信博
7. TRANSMIGRATION
  - 作詞：奥井雅美；作曲、編曲：矢吹俊郎
8. LOOKING ON THE MOON
  - 作詞：村野直球；作曲、編曲：牧野信博
9. 真冬の観覧車
  - 作詞：村野直球；作曲、編曲：牧野信博
10. NANA色のように-Special album version-
  - 作詞：麻生光咲；作曲：南部栄作；編曲：牧野信博
11. 水中の青空
  - 作詞：村野直球；作曲：住吉中；編曲：牧野信博
12. WINDOW OF HEART 
  - 作詞：村野直球；作曲、編曲：牧野信博